# داوید نالباندیان
داوید پابلو نالباندیان (ارمنی: Դավիդ Պաբլո Նալբանդյան؛ اسپانیایی: David Pablo Nalbandian‎؛ تلفظ در اسپانیایی: [daˈβið ˈpaβlo nalβanˈdjan] ‏ زادهٔ ۱ ژانویه ۱۹۸۲ در کوردوبا آرژانتین) یک تنیس‌باز حرفه‌ای است. وی همچنین برنده ۸ جام قهرمانی حرفه ای شده است.
او اصلیت ارمنی و ایتالیایی داشته و علاوه بر ملیت آرژانتینی، تابعیت کشور ارمنستان نیز در ۲۸ سپتامبر ۲۰۰۸ به او اعطا شده است.
نالباندیان در آخرین رده‌بندی برترین تنیس‌بازان جهان که در مارس۲۰۱۹ (میلادی) منتشر شد، در جایگاه بیست و پنجم قرار دارد. او تا به حال ۸ جام حرفه‌ای تنیس را برده است.